# Cilycwm
Cilycwm (in gallese: Cil-y-cwm, pron.: [ˈkiːl ə ˈkʊm]) è un villaggio con status dicommunity del Galles sud-occidentale, facente parte della contea del Carmarthenshire. L'intera community conta una popolazione di circa 500 abitanti.

## Geografia
Cilycwm è situata a circa metà strada tra Carmarthen e Aberystwyth (rispettivamente a nord/nord-est della prima e a sud della seconda).

## Monumenti e luoghi d'interesse

### Architetture religiose

#### Chiesa di San Michele
Principale edificio religioso di Cilycwm è la chiesa di San Michele, eretta forse alla fine del XIII secolo ed ampliata nel XV e XVII secolo ed infine restaurata agli inizi del XX secolo.

## Società

### Evoluzione demografica
Al censimento del 2011, Cilycwm contava una popolazione pari a 487 abitanti, di cui 225 erano donne e 242 erano uomini.
La località ha conosciuto un incremento demografico rispetto al 2001, quando contava una popolazione pari a 472 abitanti. Il dato è tuttavia tentdente al calo: la popolazione stimata per il 2016 era pari infatti a 426 abitanti.
La popolazione al di sotto dei 18 anni era, seconda la stima del 2016, pari a 74 unità, mentre la popolazione di origine straniera, al censimento del 2011, era pari a 24 unità.